# Pieris tadjika
Pieris tadjika är en fjärilsart som beskrevs av Grum-grshimailo 1888. Pieris tadjika ingår i släktet Pieris och familjen vitfjärilar. Inga underarter finns listade i Catalogue of Life.